# Governo Fernando Henrique Cardoso
O Governo Fernando Henrique, também chamado Governo FHC, teve início com a posse da presidência por Fernando Henrique Cardoso, em 1° de janeiro de 1995, e terminado em 1° de janeiro de 2003, quando Luiz Inácio Lula da Silva assumiu a presidência.
Fernando Henrique Cardoso foi presidente por dois mandatos consecutivos (de 1995 a 1998 e de 1999 a 2002). Suas principais marcas foram manutenção da estabilidade econômica com a consolidação do Plano Real, iniciado no Governo de seu antecessor, o presidente Itamar Franco, a reforma do Estado brasileiro, com a privatização de empresas estatais, a criação das agências regulatórias e a mudança da legislação que rege o funcionalismo público, bem como a introdução de programas de transferência de renda como o Bolsa Escola.
O governo Fernando Henrique registrou crescimento de 19,39% do PIB (média de 2,42%) e 6.99% da renda per capita (média de 0,87%). FHC assumiu com a inflação em 22,41% e entregou a 12,53%.

## Política interna

### Economia
A política de estabilidade financeira do país e da continuidade do Plano Real foi a principal bandeira da campanha eleitoral de 1998 para a reeleição de FHC. Ele foi reeleito já no primeiro turno.
Ao longo de seu mandato presidencial, a economia brasileira se manteve estável, em consequência do controle da inflação conseguido com o Plano Real. A taxa de inflação média anual, medida pelo Índice Nacional de Preços ao Consumidor Amplo (IPCA), foi de 9,71% no primeiro mandato e 8,77% no segundo.
O Ministério de Administração e Reforma do Estado, comandado por Bresser Pereira, elaborou o Plano Diretor da Reforma do Estado, de acordo com o qual "procurava criar condições para a reconstrução da administração pública em bases modernas e racionais". Em seu primeiro discurso inaugural, declarou: "Eu acredito firmemente que o autoritarismo é uma página virada na História do Brasil. Resta, contudo, um pedaço do nosso passado político que ainda atravanca o presente e retarda o avanço da sociedade. Refiro-me ao legado da Era Vargas, ao seu modelo de desenvolvimento autárquico e ao seu Estado intervencionista".

#### Início da expansão econômica brasileira
Durante o Plano Real e sucessivamente, houve um maciço ingresso de investimentos externos na área produtiva, sendo essa entrada de dólares uma das âncoras do plano. Só na área da indústria de automóveis, entraram com fabricação no país durante o governo de Fernando Henrique nada menos que onze marcas (Peugeot, Renault, Citroën, Audi, Mitsubishi, Nissan, Land Rover, Toyota - até então uma pequena fabrica artesanal de jipes, Honda, Mercedes-Benz automóveis, Dodge-Chrysler, fora a (na época) brasileira Troller). Ainda no setor de caminhões a Volkswagem implantou fábrica em Resende-RJ, a Iveco em Minas e a Internacional/Agrale no Rio Grande do Sul. Entraram em atividade também montadoras de motocicletas como Kasinski e Sundown em Manaus. A produção de veículos no país cresceu expressivamente chegando perto da marca de 2 milhões/ano. Investimentos perderam fôlego por causa das crises em vários países emergentes que ainda afetavam o Brasil.
Nesse período o país começava a viver uma expansão econômica, depois de sofrer os efeitos de várias crises internacionais nos anos anteriores. A expansão econômica embrionária, no entanto, trouxe efeitos colaterais sérios, gerados pela ausência de investimento e planejamento em produção de energia no Brasil, que não se organizara para seu crescimento.

#### Tripé macroeconômico
Em 1999 foi implementado o chamado tripé macroeconômico, que formou a base da política econômica a partir de então e cujos pilares eram: política de câmbio flutuante, metas fiscais e metas de inflação.

#### Privatizações
Promoveu inúmeras privatizações em setores considerados deficitários, tais como telecomunicações, distribuição de energia elétrica, mineração e financeiro. Essas privatizações foram contestadas pela oposição, principalmente do PT.

#### Crises econômicas enfrentadas

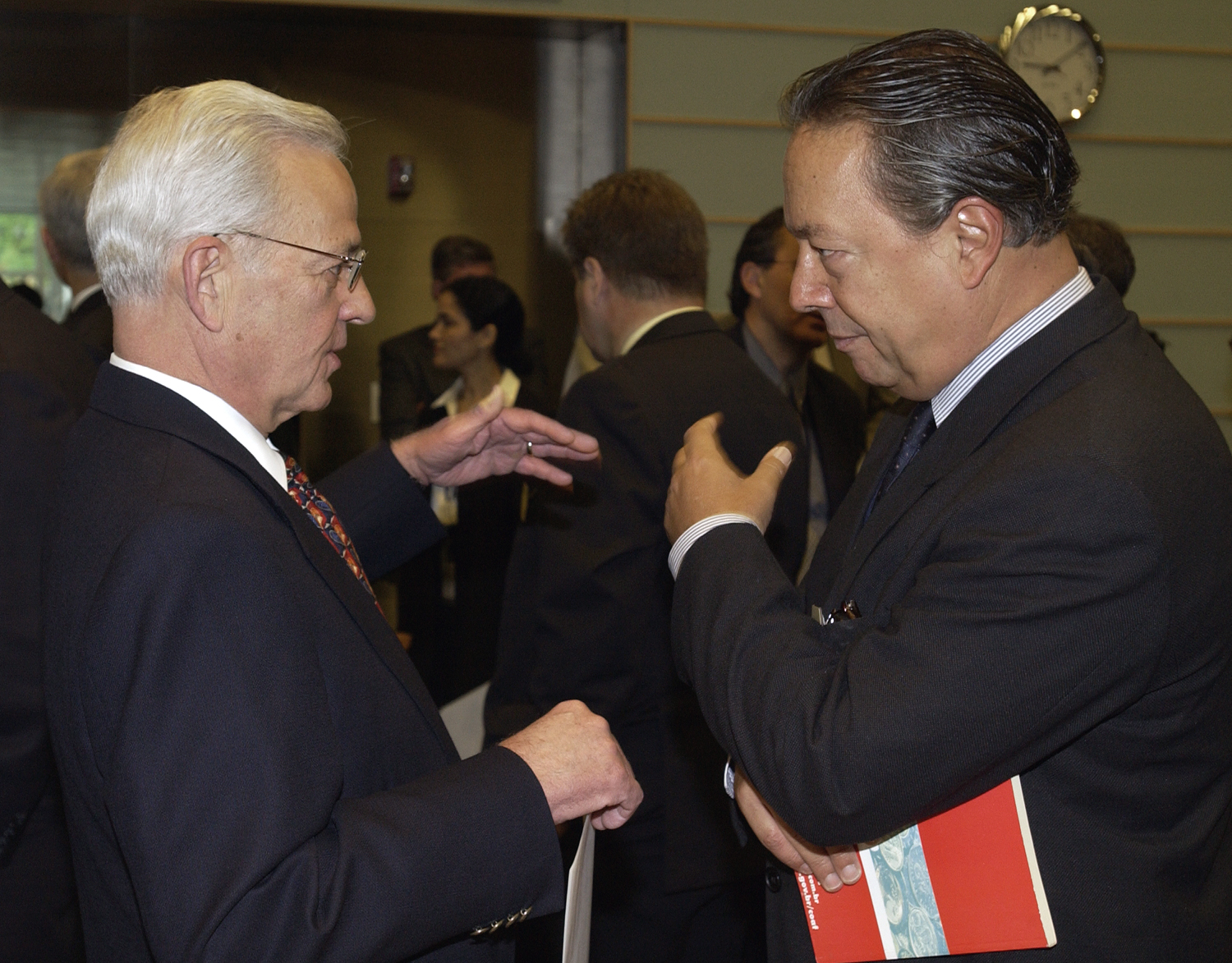
Pedro Malan, ministro da Fazenda no governo FHC, à direita do então secretário do Tesouro dos EUA, Paul O'Neill

FHC enfrentou diversas crises mundiais durante seu governo, como a crise do México em 1995, a crise asiática em 1997-98, a crise russa em 1998-99 e, em 2001, a crise argentina, os atentados terroristas nos EUA em 11 de setembro de 2001, a falsificação de balanços da Enron/Arthur Andersen. Internamente, enfrentou uma crise em 1999, quando houve uma forte desvalorização do real, depois de o Banco Central abandonar o regime de Câmbio fixo e passar a operar em regime de câmbio flutuante. Em 2002, a própria eleição presidencial no Brasil, em que se previa a vitória de Lula, causou mais uma vez a fuga de hot-money, elevando o preço do dólar a quase R$ 4,00.
Opositores de seu governo afirmam entretanto que tendo Fernando Henrique incentivado o fluxo de capitais externos especulativos de curto prazo no Brasil (hot-money) - que supostamente inundariam o país para equilibrar o balanço de dólares, exatamente o oposto do desejado se deu: a cada crise que surgia em outros países emergentes, a economia brasileira sofria uma retirada abrupta desses capitais internacionais especulativos, o que obrigava FHC a pedir socorro ao FMI, o que fez três vezes, sendo a última já com concordância de Lula, recém-eleito. Seus defensores lembram que FHC pegou o país falido, praticamente sem divisas em dólar e com uma hiperinflação que chegou a mais 70% em um único mês, tendo que abrir mão de diversas frentes para estabilizar o país e entregá-lo ao seu sucessor com as finanças devidamente organizadas.
As principais marcas positivas do governo FHC foram a continuidade do Plano Real, iniciado por Itamar Franco que tinha o próprio Cardoso como Ministro da Fazenda; o fim da hiperinflação, e a criação de  programas sociais pioneiros, como o bolsa-escola, o vale-gás e o bolsa-alimentação. Além de mudanças amplas no Estado brasileiro, com a implementação da Advocacia Geral da União, da Lei de Responsabilidade Fiscal, do Ministério da Defesa e a implantação do PROER - programa de restruturação do sistema financeiro brasileiro - concentrando e transformando os bancos brasileiros em instituições fortemente fiscalizadas, o que rendeu elogios do próprio presidente Lula na ocasião da crise econômica mundial de 2008.

Logotipo do seu primeiro governo entre 1995 e 1997

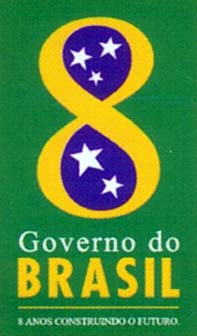
Logomarca usada em papéis nos últimos meses do segundo mandato de Fernando Henrique Cardoso

#### Salário mínimo
O salário mínimo passou, em oito anos, de 70 para 200 reais em termos absolutos. Em termos reais seu crescimento foi de 44,28%.

#### PIB
A taxa média de crescimento do PIB do período FHC foi de 2,33% ao ano.

#### Aumento da dívida pública
Quando Fernando Henrique Cardoso assumiu a Presidência da República, a dívida pública federal interna e externa somavam cerca de R$ 153 bilhões e as dívidas de estados e municípios permaneciam descontrolados.
No seu governo, a dívida pública do Brasil, que era de US$ 60 bilhões em julho de 1994, saltou para US$ 245 bilhões em novembro de 2002, principalmente devido as altas taxas de juros e pela absorção das dívidas dos estados da federação com a Lei de Responsabilidade Fiscal (LRF). Com as privatizações de empresas estatais conseguiu gerar para o Tesouro Nacional uma receita de US$ 78,61 bilhões, sendo 95% em moeda corrente).

#### Lei de Responsabilidade Fiscal

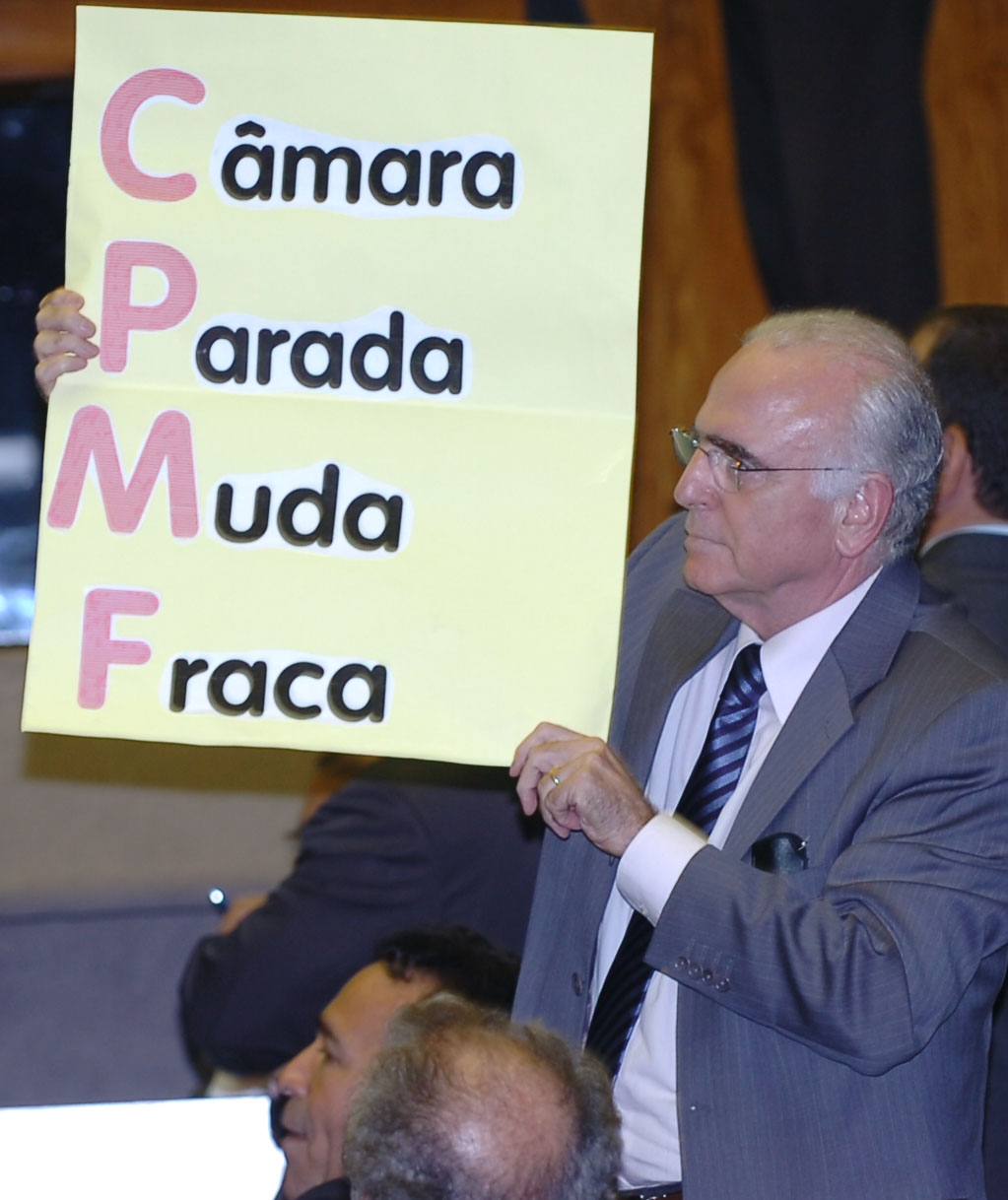
Paulo Renato Souza

A Lei de Responsabilidade Fiscal provocou uma mudança substancial na maneira como é conduzida a gestão financeira dos três níveis de governo. Até então, o governo federal não tinha mecanismos para medir o endividamento total do país. Como medida de contingenciamento para a implantação da LRF, o governo tomou para si as dívidas públicas estaduais e municipais, tornando-se credor dos estados e municípios altamente endividados. Com a LRF, impediu que os prefeitos e governadores endividassem novamente os estados e municípios além da capacidade de pagamento.

#### Índice de Desenvolvimento Humano
Entre 1995 e 2000, o Brasil melhorou seu IDH (Índice de Desenvolvimento Humano) de 0,753 para 0,789.

### Saúde
O programa de combate à AIDS foi copiado por outros países e apontado como melhor programa de combate a Aids pela ONU. No período, foi criada também a lei de incentivo aos medicamentos genéricos, o que possibilitou a queda do preço dos medicamentos no Brasil. Eliminou os impostos federais dos medicamentos de uso continuado. Foi regulamentada ainda a lei de patentes, com resolução encaminhada à Organização Mundial do Comércio para licenciamento compulsório de fármacos em caso de interesse da saúde pública. Foi organizado também o Sistema Nacional de Transplantes e a Central Nacional de Transplantes.
Durante o Governo FHC, foi sancionado a Lei nº 10.167, de 2000 que tornou mais rigorosa a política antitabagista no Brasil, com a proibição da publicidade e a introdução das imagens de impacto em embalagens de cigarro. Também foi introduzida a vacinação dos idosos contra a gripe e criada a Agência Nacional de Saúde Suplementar (ANS) e a Agência Nacional de Vigilância Sanitária (Anvisa). Também tinha os "Mutirões da Saúde".

### Política ambiental
Em fevereiro de 1998, Fernando Henrique sancionou a Lei de Crimes Ambientais, que estabeleceu sanções penais e administrativas para crimes ambientais. Em julho de 2000, sancionou a lei 9.685, que institui o Sistema Nacional de Unidades de Conservação da Natureza (SNUC), responsável pela gestão das unidades de conservação.
Uma das propostas de suas campanhas presidenciais em 1994 e 1998 foi executar as obras de transposição do Rio São Francisco. No entanto, o governo desistiu da obra em 2001, alegando que não havia água no São Francisco, substituindo-a por um plano de incentivo à agricultura familiar e ao plantio de árvores nas margens do rio.
Em julho de 2002, FHC assinou o Protocolo de Kyoto, ratificado pelo Congresso Nacional Brasileiro. No mesmo mês, lançou oficialmente a Agenda 21 Brasileira e ativou o Sistema de Vigilância da Amazônia (Sivam). Em agosto, anunciou uma série de decretos, que criaram a Política Nacional de Biodiversidade, regulamentaram o Sistema Nacional de Unidades de Conservação e criaram o Parque Nacional do Tumucumaque.

### Esportes
No governo Fernando Henrique Cardoso os então órgãos de gestão dos esportes foram fundidos em pasta com status ministerial, criando o Ministério Extraordinário dos Esportes em que Pelé foi nomeado como ministro. Época em que foi criada a Lei Pelé. Em 29 de abril de 1998 Pelé pediu exoneração do cargo e voltou a ser comentarista esportivo da TV Globo.

### Educação

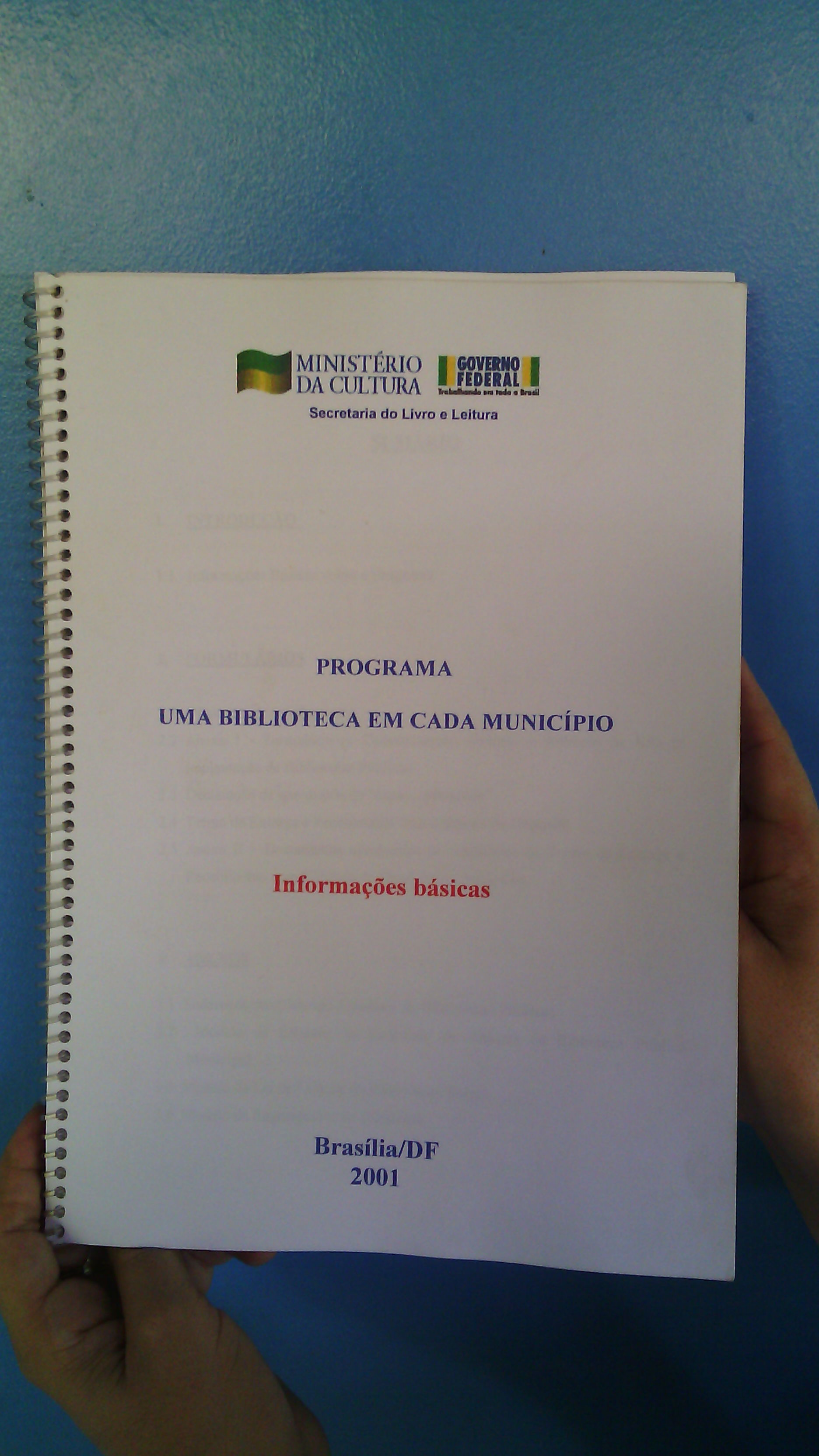
Informações do Programa Uma Biblioteca em cada Município, Ministério da Cultura, no governo FHC.

Durante todo o seu governo, o ministro da educação foi o tucano Paulo Renato Souza, que já havia ocupado a secretária da educação durante o governo de Franco Montoro em São Paulo e foi o reitor da Unicamp durante o governo de Orestes Quércia. Em 1995, primeiro ano do governo, ele já marcou as prioridades do governo na educação como sendo a matricular de todas as crianças em idade escolar e o fim do vestibular e anunciou o programa Acorda Brasil, para melhorar a qualidade do ensino fundamental, além de programas de incentivo a ensino a distância.
Em 1996, o governo passou a almejar uma reforma no segundo grau com a separação do ensino regular e o ensino profissionalizante por meio da aprovação de uma nova Lei de Diretrizes e Bases da Educação Nacional. Ainda em setembro desse ano, o governo lançou o programa Programa de Alfabetização Solidária articulado ao programa Comunidade Solidária, coordenado pela primeira dama Ruth Cardoso. Em dezembro de 1996, o Congresso Nacional aprovou a Lei de Diretrizes e Bases. Neste período, foi aprovado a emenda do FUNDEF, com a finalidade de aumentar os investimentos no ensino fundamental para regiões mais carentes do Brasil, e foi regulamentado em 1997 para ser implementado em 1998.
Em 1998, foi realizado o primeiro Exame Nacional do Ensino Médio, que teve como finalidade avaliar anualmente o aprendizado dos alunos do ensino médio em todo o país para auxiliar o ministério na elaboração de políticas pontuais e estruturais de melhoria do ensino brasileiro através dos Parâmetros Curriculares Nacionais (PCNs) do Ensino Médio e Fundamental, promovendo alterações nos mesmos conforme indicasse o cruzamento de dados e pesquisas nos resultados do Enem. Foi a primeira iniciativa de avaliação geral do sistema de ensino implantado no Brasil. Com o ENEM, o governo também buscou influenciar mudanças nos currículos de ensino médio.
Durante todo o governo, acesso ao ensino básico aumentou 25% e o analfabetismo diminuiu de 14,7% para 11,9%.

### Relações com o Congresso Nacional

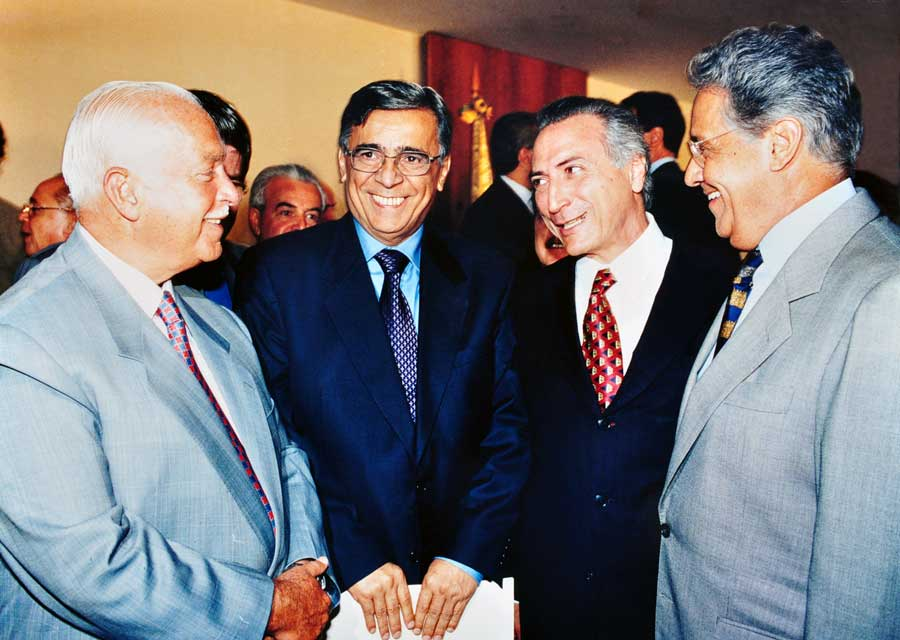
Fernando Henrique Cardoso dialogando com Michel Temer, então Presidente da Câmara dos Deputados, e Antônio Carlos Magalhães, Presidente do Senado Federal.

Com o lançamento da campanha, FHC contou com o apoio do Partido da Frente Liberal, atual União Brasil, e o Partido Trabalhista Brasileiro, com o primeiro sendo o partido de seu vice-presidente, inicialmente selecionado como Guilherme Palmeira, porém depois sendo substituído por Marco Maciel após denúncias de favorecimento de empreiteira. Com a eleição de FHC em 1994, a coligação presidencial obteve na Câmara e no Senado, respectivamente, 36% e 30%, dos assentos em disputa. Para obter maiorias absolutas em ambas as casas legislativas, o Partido do Movimento Democrático Brasileiro aderiu o governo, assim aumentando a base governista para 57% e 58%. Para equilibrar a coalizão, de primeira, o PFL recebeu os ministérios de Minas e Energia e do Meio Ambiente, o PMDB recebeu a Secretaria da Integração Nacional, o PTB recebeu o Ministério da Agricultura e o PSDB ficou com o Ministério do Planejamento, Justiça e a equipe econômica que implementou o Plano Real. Além disso FHC apoiou as eleições de Luís Eduardo Magalhães do PFL a presidência da Câmara dos Deputados e José Sarney do PMDB a presidência do Senado Federal.
No final de 1995, FHC escolheu Francisco Dornelles, então deputado pelo Partido Progressista Brasileiro, para ocupar um ministério e, após conflitos internos do PPB, assumiu em maio de 1996 com o presidente afirmando que isso se tratava de uma adesão formal do PPB no governo, expandindo a base governista para mais de 75% em ambas as casas, porém membros relevantes do partido como Paulo Maluf ainda continuaram criticando FHC. Em 1997, FHC renovou a aliança com o PMDB e o PFL no Congresso, apoiando a eleição de deputado do PMDB paulista, Michel Temer, e do senador de PFL baiano, Antônio Carlos Magalhães.
Com a emenda da reeleição aprovada, o PSDB, PFL e PTB renomearam FHC e, após conflitos internos, o PMDB e o PPB apoiaram a reeleição de Fernando Henrique Cardoso. Na eleição presidencial no Brasil em 1998, FHC foi reeleito com sua coligação presidencial obtendo mais de 70% dos deputados e senadores no Congresso Nacional, PFL, PMDB, PPB e PTB continuaram tendo representação em cargos de primeiro escalão. Em 1999, o Governo apoiou a recondução de Michel Temer e ACM para a presidência de, respectivamente, a câmara baixa e a câmara alta do Congresso Nacional.
Em 2000, houve um conflito entre a base governista devido a eleição das mesas diretoras no Congresso Nacional, primeiramente, o FHC prometeu que vetaria a candidatura do tucano Aécio Neves a presidência da Câmara dos Deputados e que apoiaria Inocêncio de Oliveira, deputado do PFL, para a presidência da Câmara e declarou neutralidade no Senado Federal, onde que o senador do PMDB paraense e rival de ACM, Jader Barbalho, articulava sua eleição para a presidência do Senado. No entanto, Aécio Neves conseguiu formar uma aliança forte na Câmara dos Deputados e FHC se recusou a intervir, com o PFL retalhando votando com a oposição numa medida provisória e ameaçando deixar a coalizão, FHC fez um ultimato: ou eles recuavam ou ele exoneraria os ministérios que o PFL possuía na época, o PFL permaneceu na coalizão, porém isso enfraqueceu as relações do governo com o PFL que até então havia sido um dos partidos mais leais ao governo. Em 2001, Aécio Neves foi eleito Presidente da Câmara dos Deputados, o mais jovem a assumir o cargo, e no Senado Federal, a contra gosto de ACM, Jader Barbalho foi eleito Presidente do Senado.
Em 2002, o PFL e o PTB saíram da coalizão governista e entregaram seus ministérios para poderem lançar candidatos a presidência, com isso a coalizão governista caiu para menos da metade da Câmara dos Deputados pela primeira vez desde 1995. O PMDB ainda se manteve aliado do governo e apoiou a candidato do ex ministro da saúde José Serra para a presidência, com a deputada pelo PMDB capixaba, Rita Camata, sendo sua vice.

### Tentativas de impeachment
Fernando Henrique sofreu dezessete denúncias que, se comprovadas, poderiam levá-lo ao impeachment. As denúncias foram apresentadas com maior frequência durante o segundo mandato, sendo arquivados pelos então presidentes da Câmara dos Deputados, responsáveis pela validação de um processo de impeachment contra o presidente da República.

### Nomeações para o Supremo Tribunal Federal
Dos seis presidentes desde a redemocratização, Fernando Henrique é o penúltimo no número de indicações para o Supremo Tribunal Federal. Como presidente, nomeou os seguintes juízes para o STF:
- Nelson Jobim – 1997[57]
- Ellen Gracie – 2000[58]
- Gilmar Mendes – 2002[59]

### Inteligência de estado
Após a extinsão do Serviço Nacional de Informações (SNI) em 1990, o serviço de inteligência estatal caiu nas mãos da Subsecretaria de Assuntos Estratégicos, em deguida o governo FHC criou a Agência Brasileira de Inteligência (Abin) em 1999. Entre sua eleição em 1995 até a criação da Abin em 1999, o governo FHC espionou o Movimento dos Trabalhadores Rurais Sem Terra (MST), o Partido dos Trabalhadores (PT) e líderes de oposição. FHC infiltrou agentes e informantes em atividades internas do MST.

## Política externa

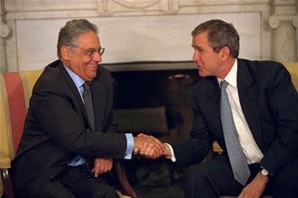
Fernando Henrique e o presidente norte-americano George W. Bush durante encontro na Casa Branca em novembro de 2001.

Seu governo defendeu a entrada do Brasil no Conselho de Segurança das Nações Unidas com a abertura de mais cinco vagas permanentes. A diplomacia de Fernando Henrique considerava o tema importante, mas não prioritário. Em outubro de 1997, o Brasil foi escolhido membro não permanente do Conselho de Segurança, não tendo, portanto, direito ao veto. Em janeiro de 2002, o presidente da Rússia, Vladimir Putin, assinou uma declaração de apoio a inclusão brasileira no Conselho, tornando-se o primeiro líder de um país com vaga permanente a declarar apoio à causa.
Na manhã dos ataques terroristas de 11 de setembro, Fernando Henrique telefonou para o presidente norte-americano George W. Bush, prestando-lhe condolências. Poucos dias depois, o governo brasileiro propôs enquadrar a reação dos países latino-americanos no âmbito do Tratado Interamericano de Assistência Recíproca (TIAR). A proposta foi aprovada na XXIII Reunião de Consulta dos Ministros das Relações Exteriores da Organização dos Estados Americanos. Em novembro daquele ano, o presidente criticou o USA PATRIOT Act, declarando logo após sua promulgação que “Se, para vencer o terror, tivermos que abrir mão das liberdades individuais, das garantias dos direitos civis, da proibição do uso da tortura, então nossa vitória será realmente um contrassenso”.

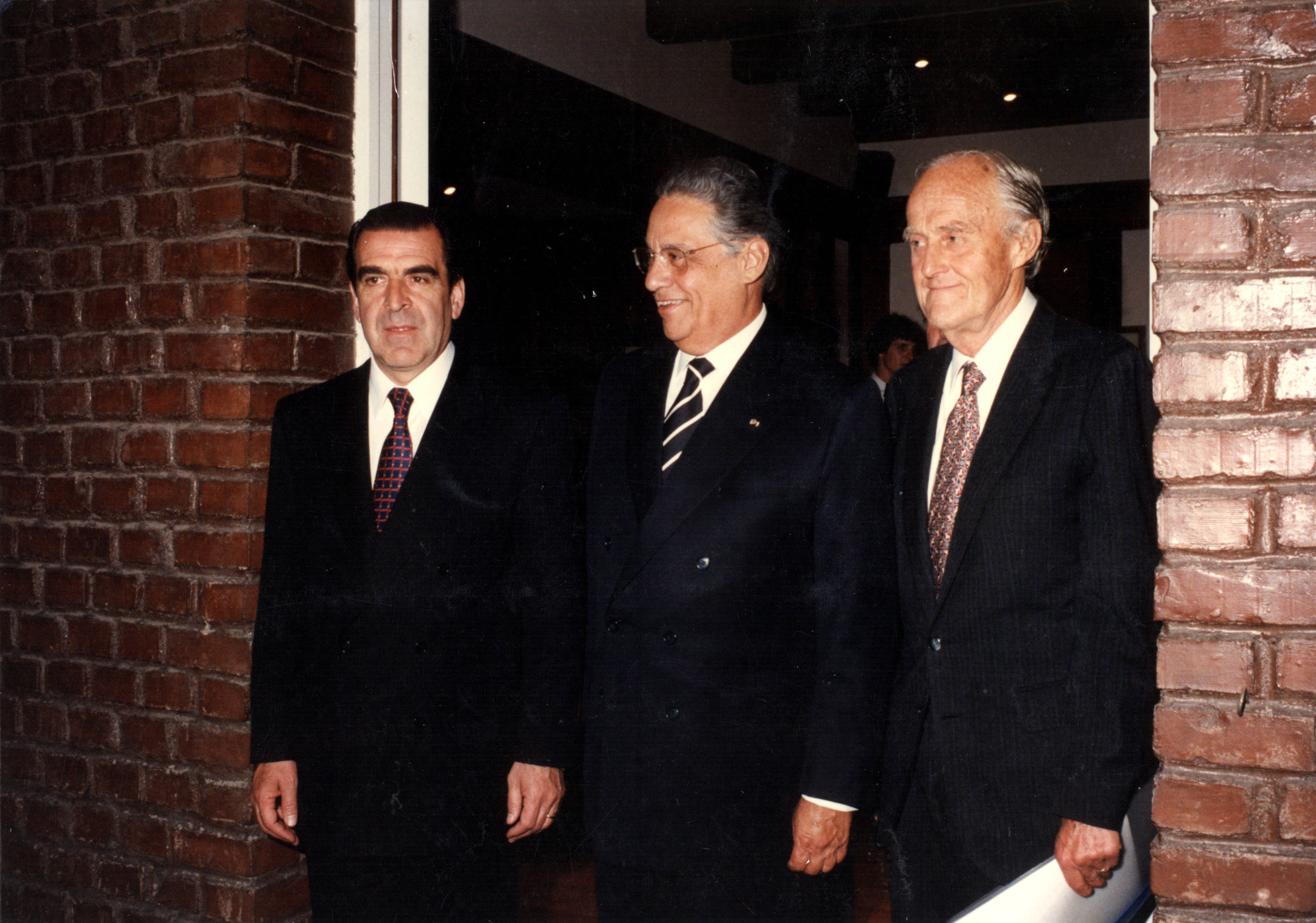
O presidente chileno Eduardo Frei, Fernando Henrique e o ministro Edgardo Boeninger durante a PECC XII em outubro de 1997.

Em outubro de 2001, Fernando Henrique discursou na Assembleia Nacional Francesa, tornando-se o primeiro presidente da América Latina a ocupar a tribuna. No discurso, criticou os países desenvolvidos, o terrorismo e defendeu a criação do Estado Palestino. Um mês depois, fez o discurso de abertura da Assembleia Geral da ONU, onde novamente defendeu a criação de um Estado Palestino convivendo com Israel. O presidente declarou que a ONU tem uma "dívida moral" com os palestinos e que a criação do novo Estado era uma "tarefa inadiável".
Em um discurso, Fernando Henrique declarou que considerava "o Mercosul tão importante para o Brasil quanto a União Europeia o é para a França".
No final do primeiro mandato, Fernando Henrique promulgou o Tratado de Não Proliferação de Armas Nucleares.

### Mercosul
O período de abrangência do Governo do Presidente Fernando Henrique Cardoso se define de 1995 a 2002. A política externa de FHC tem seus pilares no multilateralismo, universalismo e integração, sendo esse último tema enviesado na questão da integração regional. Essa estratégia brasileira visava à inserção do país como um global player no cenário internacional, o qual se adaptava ao paradigma da globalização. Como nos dois governos anteriores, o governo de Fernando Henrique Cardoso priorizava o MERCOSUL na agenda por se caracterizar como uma ideia inovadora na América do Sul, porém, não obstante o caráter de regionalismo aberto. Em relação ao MERCOSUL, o governo mantinha uma política não institucionalista, pois, como visava o reconhecimento internacional, realizaria trocas comerciais com outros Estados, incorporando o conceito de Global Trader. O principal objetivo do Brasil e dos outros Estados-membros do bloco era gerar e garantir um desenvolvimento duradouro e sustentável. Ademais, durante os oito anos de governo, o fortalecimento do MERCOSUL era um tema presente na agenda do país. Dentro do bloco, o Brasil assumiu várias posturas, como nas crises do Paraguai, na implantação de uma cláusula democrática, bem como na crise institucional venezuelana. Além dessas questões, a postura brasileira se sobressaiu em certas situações como em desenvolver o acordo de livre comércio entre o MERCOSUL e a União Europeia, além de alianças com a Organização Mundial do Comércio, e o aumento de relações bilaterais com outros países. Fernando Henrique almejava a inserção do bloco na economia internacional por meio do regionalismo aberto. Portanto, para ele, era importante a consolidação do bloco não somente a curto prazo, mas principalmente a longo prazo. Porém, apesar dos desejos brasileiros o MERCOSUL passou a enfrentar uma em meados de 1998, agravada pela desvalorização do real no ano seguinte.
O Brasil se engajou particularmente na busca de novas relações econômicas, optando por parceiros estratégicos, como a China e os Estados Unidos, o hegemon do sistema internacional da época. O governo se baseava no paradigma da mudança com continuidade, sendo que a renovação deveria seguir uma visão de futuro e adaptação criativa. O MERCOSUL era uma forma de atrair a atenção do mundo, de forma que o Brasil participasse de maneira mais ativa do processo decisório de importantes questões mundiais. Ademais, os objetivos do país, que se caracterizava nesse período por uma diplomacia presidencial, era o de aumentar a credibilidade externa e a estabilidade interna, sendo esses objetivos impulsionados pelas suas dimensões econômicas e pela participação do país no MERCOSUL. Ademais, tendo em vista que o bloco ainda caminhava a curtos passos para uma integração regional completa, mas os objetivos do Brasil na perspectiva intrabloco, estavam enraizados na ascensão econômica não só do bloco, mas como do país em particular, bem como maior prestígio, chamando a atenção para a América do Sul, o que propulsou parcerias demasiado diversificadas.

## Crises e acusações de corrupção

### Reeleição
No primeiro mandato de Fernando Henrique Cardoso, foi aprovada uma emenda constitucional que permitiu a reeleição para os cargos do poder executivo. Em maio de 1997 grampos telefônicos publicados pela Folha de S.Paulo revelaram conversas entre o então deputado Ronivon Santiago e outra voz identificada no jornal como Senhor X. Nas conversas, Ronivon Santiago afirma que ele e mais quatro deputados receberam 200 mil reais para votar a favor da reeleição, pagos pelo então governador do Acre, Orleir Cameli.
A oposição ao governo, liderada pelo PT, baseada nestas gravações, passou a acusar pessoalmente o presidente de ter comprado os votos dos deputados. Esse, por sua vez, defendeu-se, alegando que vários foram os beneficiados pela emenda, uma vez que governadores e prefeitos também poderiam ser reeleitos e que as escutas mostravam o envolvimento de um governador e seus deputados, não do governo federal.
O episódio foi investigado na época pela Comissão de Constituição e Justiça - cuja sessão durou poucas horas - e anos depois foi abordada pela CPI do Mensalão. Após a investigação da CCJ os deputados Ronivon Santiago e João Maia renunciaram a seus mandatos, supostamente para evitar sua cassação. Em ambas as circunstâncias, não se conseguiu provar o envolvimento de Fernando Henrique Cardoso.

### Crise do apagão
Na passagem de 2000 para 2001, um plano de racionamento de energia foi elaborado e atingiu diversas regiões do Brasil, principalmente a Região Sudeste, poupando porém a região Sul, beneficiada por fortes chuvas. O Governo FHC foi surpreendido pela necessidade de reduzir em 20% o consumo de eletricidade em quase todo o país. A ausência de linhas de transmissão com capacidade suficiente para transferir as cargas impediu a transferência entre as regiões, gerando o racionamento temporário.
O governo estipulou benefícios aos consumidores que cumprissem a meta e punições para quem não conseguisse reduzir seu consumo de luz. Introduziu também uma rede de usinas termoelétricas que funcionaram e funcionam como segunda opção em casos de estiagens longas. Até então o país era totalmente dependente da geração de energia através de recursos hídricos.
No final de 2001, o nível de chuvas melhorou e o racionamento pôde ser suspenso em fevereiro de 2002.

## Percepções pós-governo
| Data              | Evento                 | Ótimo ou bom (%) | Ruim ou péssimo (%) |
| ----------------- | ---------------------- | ---------------- | ------------------- |
| Março de 1995     | Início do governo      | 39               | 16                  |
| Junho de 1996     | Massacre de sem-terras | 30               | 25                  |
| Setembro de 1998  | Vésperas da reeleição  | 43               | 17                  |
| Fevereiro de 1999 | Desvalorização do real | 21               | 36                  |
| Setembro de 1999  | Crise econômica        | 13               | 56                  |
| Junho de 2002     | Copa do mundo          | 31               | 26                  |
| Dezembro de 2002  | Fim da presidência     | 26               | 35                  |
| n/a               | Média                  | 30%              | 28%                 |

Em janeiro de 2003, o jornalista Fernando Rodrigues publicou uma matéria sobre a aprovação inicial do presidente Luiz Inácio Lula da Silva e as impressões que o governo FHC deixou, afirmando: "Fernando Henrique Cardoso (1995-2002) teve grandes picos de popularidade. Mas a julgar pelo seu começo e pelo seu final, deixou nos eleitores a impressão de ser um presidente médio".
Em agosto de 2012, foi escolhido "o presidente que mais fez pelo Brasil" em uma enquete do Internet Group, que contabilizou quase duzentos mil votos. Além dele, todos os ex-presidentes desde José Sarney poderiam ser escolhidos.
Em abril de 2014, o Datafolha divulgou uma pesquisa sobre a influência de Fernando Henrique, Lula, Joaquim Barbosa e Marina Silva na decisão de voto dos eleitores. De mais de dois mil entrevistados, 12% responderam que apoiariam um candidato apoiado por FHC e outros 23% responderam que talvez votassem. A rejeição a um candidato indicado pelo ex-presidente foi de 57%, sendo a mais alta entre os quatro possíveis cabos eleitorais.
Em maio de 2014, a Folha de S.Paulo divulgou um índice feito pelo Datafolha sobre a avaliação dos presidentes desde a década de 1990. Os resultados deste índice foram constituídos através de cálculo que sintetiza a popularidade de cada mandato presidencial, com uma escala entre zero a duzentos pontos, sendo que abaixo dos cem pontos a avaliação foi considerada negativa. Seu primeiro mandato ficou como o quarto melhor com 134 pontos, ficando atrás dos dois mandatos de Lula e o primeiro mandato de Dilma Rousseff. Seu segundo mandato obteve 81 pontos, ficando a frente apenas do período em que Fernando Collor governou o país.